# Nježna smilica
Nježna smilica (lat. Koeleria macrantha), vrsta jednosupnice iz roda smilica (Koeleria), porodica trava. 
To je višegodišnja biljka raširena po velikim dijelovima Europe (uključujući Hrvatsku), Azije i Sjeverne Amerike.